# الطيحة
الطيحة قرية من قرى حوران، محافظة درعا في سوريا وهي تابعة لمنطقة غباغب، ناحية الصنمين حيث تقع في الشمال الغربي للمحافظة تشتهر بزراعة القمح الشعير والحمص. يبلغ عدد سكان البلدة حوالي 4500 نسمة.